# Can't Hold Back
Can't Hold Back är Eddie Money's sjätte album från 1986. Det var en comeback-skiva, och gjorde stor succé. Kända hits från den skivan är bl.a. "Take Me Home Tonight, "One Chance", "We Should Be Sleeping", "I Wanna Go Back", "Endless Nights" m.m. Take Me Home Tonight hamnade på 4:e plats på Billboard Hot 100, och albumet fick ett platinum.

## Låtlista
1. Take Me Home Tonight (med Ronnie Spector)
2. "One Love"
3. "I Wanna Go Back"
4. "Endless Nights"
5. "One Chance"
6. "We Should Be Sleeping"
7. "Bring On The Rain"
8. "I Can't Hold Back"
9. "Stranger In A Strange Land"
10. "Calm Before The Storm"

## Singlar
- "Take Me Home Tonight"
- "I Wanna Go Back"
- "Endless Nights"
- "We Should Be Sleeping"